# Derby, Vermont
Derby är en kommun (town) i Orleans County i delstaten Vermont, USA. År 2000 hade Derby cirka 4 604 invånare (2000). Den har enligt United States Census Bureau en area på totalt 149,2 km², varav 20,7 km² är vatten. 